# Monte Carasso
Monte Carasso (in dialetto ticinese Muncherass) è un quartiere di 3 052 abitanti della città svizzera di Bellinzona, sito nel Canton Ticino.

## Storia

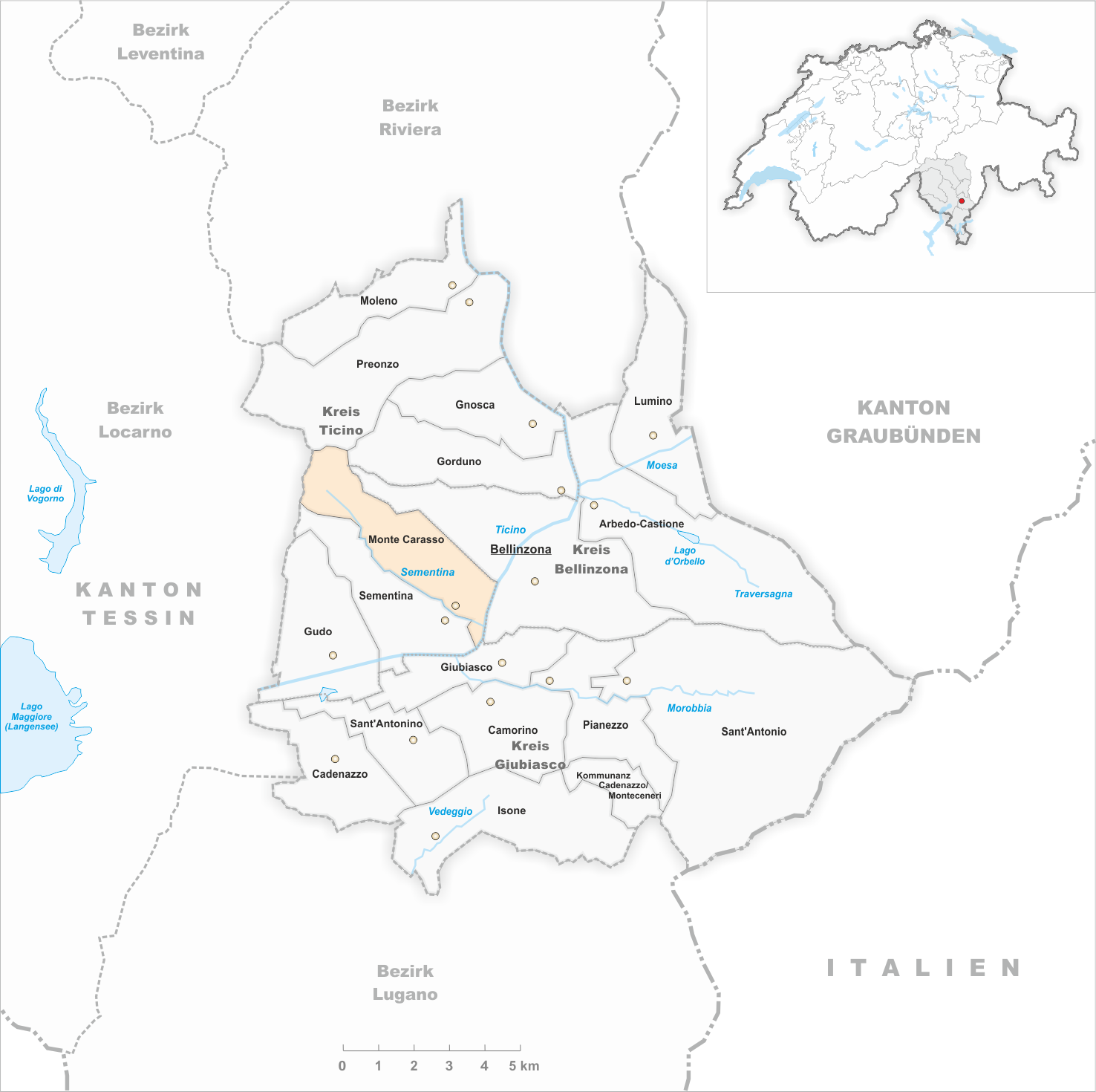
Il territorio del comune di Monte Carasso prima degli accorpamenti comunali del 2017

Fino al 1º aprile 2017 è stato un comune autonomo che si estendeva per 9,70 km²; il 2 aprile 2017 è stato accorpato al comune di Bellinzona assieme agli altri comuni soppressi di Camorino, Claro, Giubiasco, Gnosca, Gorduno, Gudo, Moleno, Pianezzo, Preonzo, Sant'Antonio e Sementina.

## Monumenti e luoghi d'interesse
- Chiesa di San Bernardo: è l'antica parrocchiale, situata a mezza costa sulle falde del monte. L'originaria costruzione, un'aula orientata conclusa da un'abside semicircolare[senza fonte], fu edificata tra la fine dell'XII e l'inizio del XIII secolo[2]; l'attuale coro quadrangolare fu edificato entro il 1607[3], anno a cui risalgono gli affreschi che ornano l'abside[3]. Restauro con indagini archeologiche negli anni 1972-1974[senza fonte].
- Chiesa dei Santi Bernardino e Girolamo (XV secolo[2]) in località Orenno[senza fonte];
- Chiesa della Trinità, in stile barocco;[3]
- Fortini della fame[2];
- Opere del maestro della cosiddetta "scuola ticinese" di architettura Luigi Snozzi.

## Società

### Evoluzione demografica
L'evoluzione demografica è riportata nella seguente tabella:
Abitanti censiti

## Amministrazione
Ogni famiglia originaria del luogo fa parte del cosiddetto comune patriziale e ha la responsabilità della manutenzione di ogni bene ricadente all'interno dei confini della frazione.